# 에리다누스자리 p
에리다누스자리 p는 지구에서 약 26광년 떨어진, 에리다누스자리 방향에 있는 쌍성계이다. 오스트레일리아의 천문학자 제임스 던롭이 1825년 12월 이 별을 최초로 발견했다.

## 물리적 특징
에리다누스자리 p는 남쪽하늘에서 보이는 이중성들 중 가장 흥미로운 존재 중 하나이다. p 항성계는 1등성 아케르나르에서 1.1도 북쪽에 있다. 제임스 던롭은 이 항성계를 발견했을 때 ‘흰색의 별로 이루어진 이중성이며, 둘 사이는 약 2.5초 떨어져 있다’라고 기록을 남겼다. 던롭이 p를 발견한 이후 두 별 사이의 거리는 많이 벌어졌으며 현재 두 별은 작은 망원경으로 분리해서 볼 수 있다.
p는 태양계에서 비교적 가까운 곳에 있는데, 구체적 수치는 8.07 파섹(26.6광년)이다. p의 주성과 반성은 이심률 큰 궤도를 긴 공전주기를 가지면서 공전하고 있다. 둘 사이가 가장 가까워질 때는 29.7 천문단위, 반대로 멀어질 때는 97.7 천문단위까지 떨어진다. 둘 사이가 가장 멀어지는 때는 2048년으로 11.8초각까지 벌어질 것으로 보인다. 반대로 2297년에는 둘 사이가 가장 가까워질 것이다.

## 반성의 존재 여부
에리다누스자리 p 항성계에서 어두운 별이 분광쌍성일 것이라는 추측이 1960년대에 제기되었다. 1956년 O.J. 에겐은 두 별이 주계열성이 아닐 것이라고 주장했으며 총 질량이 태양질량의 0.63±0.19배라고 했다. 이후 히파르코스 위성의 시차값 122.75±1.4 밀리초각으로 p 항성계 구성원 총질량이 태양질량의 1.74±0.08배임이 알려졌다. 히파르코스의 값에 의하면 항성계 구성원들은 주계열성 상태에 있는 것으로 보인다. 현 상태에서는 보이지 않는 반성은 없는 것으로 알려져 있으며 미지의 반성 존재를 입증해 주는 어떠한 광학적 관측 자료도 확보된 바가 없다.

## 참고 문헌
- William I. Hartkopf & Brian D. Mason, "Sixth Catalog of Orbits of Visual Binary Stars", U.S. Naval Observatory, 2001.
- A.H. Batten, J.M. Hetcher, D.C. MacCarthy; “Eighth Catalogue of the Orbital Elements of Spectroscopic Binary Systems.”; Publ. Dominion Astrophys. Obs., 17 (1989)
- J. Dunlop; "Approximate Places of Double Stars in the Southern Hemisphere, observed at Paramatta in New South Wales." Mem.Ast.Soc.. London, 3, 257; (1828)

### 공전 양상에 대한 참고자료
- W.S. Jacob; "On the Limits of Error in the Elements of the Orbit of α Centauri, and on the Orbits of p Eridani and 61 Cygni"; MNRAS, 10, 170 (1850)
- J.G. Gore; "On the orbit of p Eridani"; MNRAS, 48, 26 (1887)
- B. Dawson; AJ., 32, 144 (1919)
- W.J. Luyten, E.G. Ebbinghausen, PASP, 46, 199 (1934)
- O.J. Eggen; A.J., 61, 361, p. 379 (1956))
- G.B. van Albada; Cont. Bosscha Obs. No. 5. (1956)
- G.B. van Albada; “Note of the Binary Star p Eridani.”; Astron. J., 62, 282 (1957)